# Meirinhas
Meirinhas es una freguesia portuguesa del municipio de Pombal, en el distrito de Leiría, con 9,04 km² de superficie y 1775 habitantes (2011), distribuidos en 17 núcleos de población. Su densidad de población es de 196,3 hab/km².
Situada al sur del municipio, Meirinhas, mencionada por primera vez en el censo de 1527, formó parte de la freguesia de Vermoil hasta su segregación el 31 de diciembre de 1984. La importancia que en su economía tiene el transporte de mercancías por carretera explica el volante de camión que aparece en su escudo.